# Brachythele media
Brachythele media är en spindelart som beskrevs av Kulczynski 1897. Brachythele media ingår i släktet Brachythele och familjen Nemesiidae. Inga underarter finns listade.